# Andreas Dorau

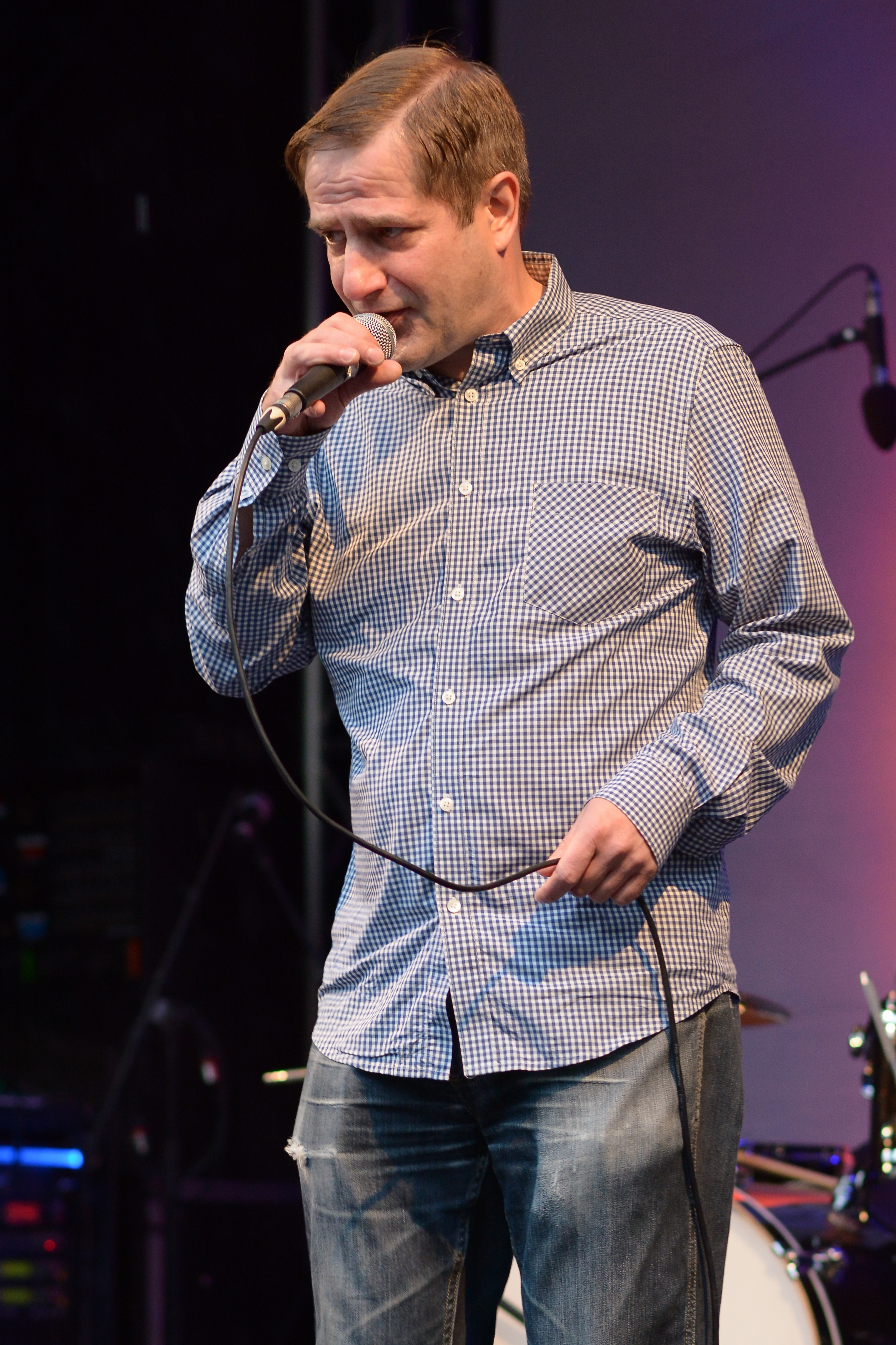
Andreas Dorau bei Essen.Original 2014

Andreas Dorau (* 19. Januar 1964 in Hamburg) ist ein deutscher Musiker. Sein bekanntester Hit ist Fred vom Jupiter (1981), der der Neuen Deutschen Welle zugeordnet wurde. Das dazugehörige Album Blumen und Narzissen zählt zu den wichtigsten Alben des Genres. In Frankreich landete er mit dem Grungerman Remix zu seinem Song Girls in Love (1996) einen Top-10-Hit. Weitere bekannte Lieder sind Das Telefon sagt Du (1994), Stoned Faces Don’t Lie (1994) und Die Menschen sind kalt (1998). 2017 schaffte er mit seinem zehnten Album Die Liebe und der Ärger der Anderen erstmals den Sprung in die Albumcharts. Mit seinen nachfolgenden Alben Das Wesentliche und Im Gebüsch konnte er sich ebenfalls kurzzeitig in den offiziellen Albumcharts platzieren.

## Leben
Dorau ist der Sohn eines protestantischen Pfarrers, der als Mitglied der Bekennenden Kirche in der Zeit des Nationalsozialismus mehrfach inhaftiert wurde. Von Holger Hiller (Palais Schaumburg) lernte er das Gitarrespielen. Bereits im Alter von 15 Jahren schrieb er im Rahmen einer Schul-AG den späteren NDW-Hit Fred vom Jupiter. Gegen den Willen seiner Lehrer schickte Dorau das Lied dem Label Ata Tak zu, nachdem er es zusammen mit den Marinas nochmals aufgenommen hatte. Die Single wurde ein großer Independent-Hit der Neuen Deutschen Welle (NDW).
1982 trat er mit Albert Oehlen unter dem Titel Evergreens of Psychoterror auf, um „alles was nervt, geballt zusammenzubringen“.
Dorau studierte an der Hochschule für Fernsehen und Film, München (Abschlussarbeit: Schlag Dein Tier), schrieb Filmmusik (unter anderem zu Manta – Der Film) und arbeitete als freier Video-Consultant unter anderem für Mousse T., Xavier Naidoo und die Söhne Mannheims.
Partner auf seinen drei Alben von 1992 bis 1997 war der Musiker Tommi Eckart, heute eine Hälfte des Duos 2raumwohnung. Dorau verfasst die meisten Texte selbst, doch seit den 1990er Jahren hat auch Wolfgang Müller von Die Tödliche Doris zahlreiche Texte für ihn geschrieben.
Im Jahr 1997 erreichte Wolfgang Voigts Grungerman Remix der Dorau-Single Girls in Love die französischen Charts und stieg in die Top-10 ein.
Anlässlich seines 50. Geburtstages veröffentlichte er 2014 nebst einem Best-Of-Album auch Aus der Bibliothèque. Dieses Album spielte er erstmals mit einer Band ein, nämlich mit der Liga der gewöhnlichen Gentlemen, der Nachfolgeband von Superpunk.
Dorau wohnt in Hamburg.

## Diskografie

### Alben
- 1981: Blumen und Narzissen (LP / MC, Ata Tak; Reissue: CD / LP: Bureau B)
- 1983: Die Doraus und die Marinas geben offenherzige Antworten auf brennende Fragen (LP / MC, Ata Tak; Reissue: CD / LP: Bureau B)
- 1988: Demokratie (LP, Ata Tak; Reissue CD / LP, Bureau B)
- 1992: Ärger mit der Unsterblichkeit (CD / LP, Ata Tak / Efa; Reissue: Bureau B)
- 1994: Neu! (CD, Motor)
- 1997: 70 Minuten Musik ungeklärter Herkunft (CD / 2LP, ElektroMotor)
- 2002: Trimm Dich! International (Trimmy) (CD / LP, Universal Jazz / Bedroht)
- 2005: Ich bin der eine von uns beiden (CD / LP, Mute; Reissue CD / LP, Tapete)
- 2011: Todesmelodien (CD / LP, Staatsakt)
- 2014: Aus der Bibliothèque (CD / LP, Tapete)
- 2017: Die Liebe und der Ärger der Anderen (2CD / 2LP, Staatsakt)
- 2018: König der Möwen (mit Gereon Klug)[5] (CD / LP, Tapete)
- 2019: Das Wesentliche (CD / 2CD / LP / 2LP, Tapete)
- 2024: Im Gebüsch (CD / 2CD / LP / 2LP, Tapete)
- 2024: neu! 30th Anniversary (2LP, Universal Music)
- 2025: Wien (CD / 2CD / LP / 2LP, Tapete)

### Kompilationen
- 1995: Ernte (Best of Atatak Releases)
- 1995: Was ist N.E.U. (Remixe) (2CD, ElektroMotor)
- 1995: Elektronik gegen Kälte (Mixtape) (Musikkassette, ElektroMotor)
- 2014: Hauptsache Ich (Best Of) (2CD, Bureau B)
- 2014: Silbernes Ich (Raritäten) (LP, Bureau B)

### Singles und EPs
- 1980: Falsche Fahnen (Falsche Fahnen) (Slip)
- 1981: Der lachende Papst (ZickZack)
- 1981: Fred vom Jupiter (Die Doraus & die Marinas; Verkäufe: + 200.000[6]) (7"-Vinyl, Telefunken, Ata Tak, Mute)
- 1982: Kleines Stubenmädchen (Die Doraus & die Marinas) (7"-Vinyl, Telefunken)
- 1983: Die Welt ist schlecht (Die Doraus & die Marinas) (7"-Vinyl, CBS)
- 1985: Guten Morgen Hose (Kurzoper), EP mit Holger Hiller (10"-Vinyl, Ata Tak)
- 1988: Demokratie (7"-Vinyl, Ata Tak)
- 1992: Alright (12"-Vinyl / MCD, MFS)
- 1994: Stoned Faces Don’t Lie (12"-Vinyl / Maxi-CD, Motor / Urban)
- 1995: Das Telefon sagt Du (12"-Vinyl / Maxi-CD, ElektroMotor / 12"-Vinyl, Ladomat 2000)
- 1995: Die Sonne scheint (12"-Vinyl / Maxi-CD, ElektroMotor)
- 1996: Girls in Love (Maxi-CD, ElektroMotor / 12"-Vinyl, Ladomat 2000)
- 1996: Ab (7"-Flexi-Promo, ElektroMotor)
- 1997: So ist das nun mal (Maxi-CD, ElektroMotor / 12"-Vinyl, Ladomat 2000)
- 1998: Die Menschen sind kalt (Maxi-CD, ElektroMotor / 12"-Vinyl, Ladomat 2000)
- 1998: Was zu sagen war (mit Justus Köhncke) (7"-Vinyl, Kreisel 99)
- 2001: Trimm Dich! International (Trimmy) (12"-Vinyl, Bedroht)
- 2001: Sport (Trimmy) (12"-Vinyl, Bedroht)
- 2004: Durch die Nacht (mit Justus Köhncke) (12"-Vinyl, Kompakt Pop)
- 2005: Straße der Träume (12"-Vinyl, Mute)
- 2005: Kein Liebeslied (mit Alexandra Prince) (12"-Vinyl, Mute)
- 2005: Weihnachten im Wald (Promo-CD, Mute)
- 2005: 40 Frauen (12"-Vinyl, Mute)
- 2006: Wir sind keine Freunde (mit Alexandra Prince) (Digital Single, Mute)
- 2011: Größenwahn (Digital Single, Staatsakt)
- 2011: Stimmen in der Nacht (Digital Single, Staatsakt)
- 2014: Flaschenpfand  (Digital Single, Tapete)
- 2014: Zwei Remixe zum Fünfzigsten (Digital Single, Pingipung)
- 2017: Ossi mit Schwan (Digital Single, Tapete)
- 2018: Feelingsgefühle (mit Gereon Klug) (Digital Single, Tapete)
- 2019: Nein (Digital Single, Tapete)
- 2019: Naiv (Digital Single, Tapete)
- 2019: Identität (Digital Single, Tapete)
- 2019: Unsichtbare Tänzer (Digital Single, Tapete)
- 2023: Auf der Weidenallee (Digital Single, Tapete)
- 2023: Das ist nur Musik (Digital Single, Tapete)
- 2023: Ich bin nicht ich (Digital Single, Tapete)
- 2023: Mein englischer Winter (Digital Single, Tapete)
- 2023: Drei Remixe für Andreas Dorau – Unsichtbare Tänzer (12"-Vinyl, Kompakt)
- 2024: Rainy Days In Moscow (feat. Güner Künier, Brezel Göring) (Digital Single, Tapete)
- 2025: 45 Lux (Digital Single, Tapete)

### Remixe
- 1995: Baby D – (Everybody's Got To Learn Sometime) I Need Your Loving
- 1996: Blümchen – Boomerang (DJ IT Remix)[7]
- 1997: Stereo Total – Schön von hinten (Andreas Doraus 'Schön von unten' Remix)
- 1999: Fantastic Plastic Machine – Lotto (Andreas Dorau Remix)
- 1999: Bugge Wesseltoft – You Might Say (Andreas Dorau Remix)
- 1999: Giorgio Moroder – Take My Breath Away (Andreas Dorau Remix)
- 2000: Paula – Als es passierte (Andreas Dorau Remix)
- 2001: Station 17 – Bei Manni & Biene (Andreas Dorau & Justus Köhncke Remix)
- 2002: Hildegard Knef – Heute Morgen war Termin (Andreas Dorau Remix)
- 2005: Rocko Schamoni – Mauern (Walls Remix von Andreas Dorau & Marcus Rossknecht)
- 2008: Karpatenhund – Ist es das was du wolltest (Andreas Dorau Remix)

## Filmografie
- 1982: Die letzte Rache (Darsteller)
- 1982: Manuel (Filmmusik)
- 1985: Das Wunder (Darsteller)
- 1992: Schlag dein Tier (Regie, Drehbuch)
- 1998: Die Menschen sind kalt (Regie, Drehbuch, Filmmusik)

## Hörspiele
- 2016: Theodor W. Adorno, Traumprotokolle. (Als Sprecher). Komposition und Realisation: zeitblom. BR-Hörspiel und Medienkunst 2016. Als Podcast/Download im BR Hörspiel Pool.[8]